# ツィタデッラ
座標: 北緯47度29分13秒 東経19度02分47秒 / 北緯47.48694度 東経19.04639度

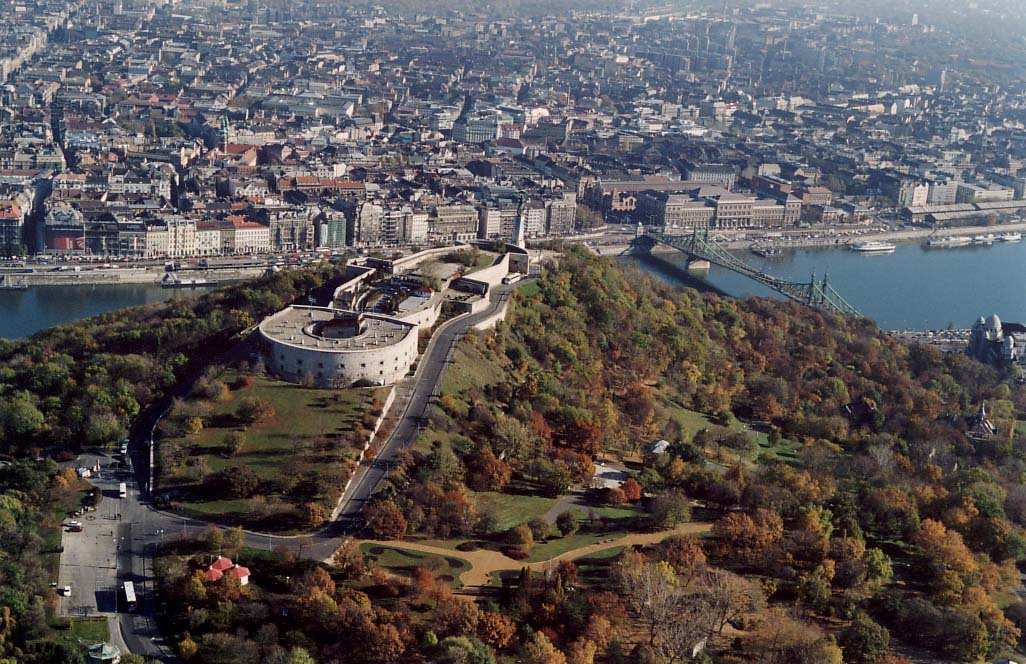
ゲッレールト山の上にあるツィタデッラ

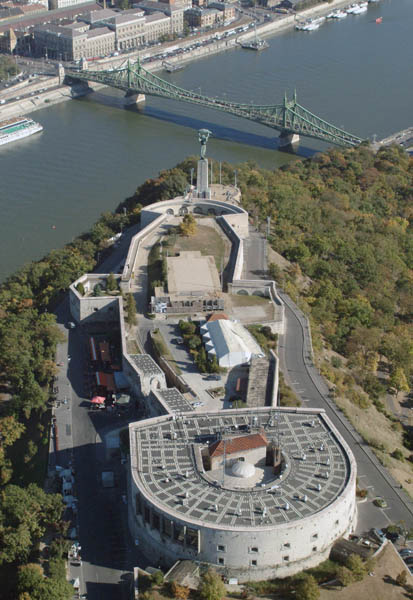
俯瞰

ツィタデッラ（洪:Citadella [ˈt͡sitɒdelːlɒ]、城塞の意）とは、ハンガリーブダペストのブダ地区のゲッレールト山の頂上にある城塞の事である。語源はイタリア語のチッタデッラ (cittadella [t͡ʃitːaˈdelːla])。ツィタデッラと言う語は他の言語でも、ブダペストのゲッレールト山にある城塞の固有名詞のように使われている場合が多い。

## 概要
ツィタデッラはゲッレールト山の頂上、標高235m地点に建てられている城塞である。U型の構造を持つ部分の長さは220m、幅は60m、4mの高さを有し、その内側は中庭となっている。
また、城塞として6つの砲台を有していた。

## 歴史
ツィタデッラは1851年、オーストリア帝国のハンガリー占領軍の全権総司令官、ユリウス・ヤーコプ・フォン・ハイナウ (Julius Jacob von Haynau) 陸軍大将によって市民を威圧するため建設が開始され、そのデザインはジタ・エマーヌエルとカシェーリク・フェレンツによって、1848年のハンガリー革命以後になされた。
被占領国であったハンガリーの人々の強制労働によって建設がなされ、1854年に完成し、同年6月にはオーストリア帝国軍が入城した。1867年にアウスグライヒが結ばれると、この城塞はオーストリア＝ハンガリー二重君主国の所轄となり、ハンガリー王国はこの城塞の破壊を命ぜられたが、守備隊が駐留しており、1897年に正門が潰滅的被害を受けるまでは破壊は行われなかった。1899年になるとツィタデッラはブダペスト市の所轄となり、数か月後の1900年に城壁が取り払われた。
1956年のハンガリー動乱ではソビエト連邦軍がツィタデッラを占領した。そして大砲からの砲火がナジ・イムレ政権が崩壊するまで市内に向かって浴びせられた。

## 環境
ツィタデッラの頂上からは市内を一望出来、ドナウ川にかかる八つの橋や旧王宮のある城山も見る事が出来る。
また、ゲッレールト山上には他にも自由の像やホテル・ゲッレールト、ゲッレールト温泉、ゲッレールト山洞窟等がある。